# Сафсафа (нохія)
Сафсафа (араб. ناحية صفصافة‎‎) — нохія у Сирії, що входить до складу району Тартус провінції Тартус. Адміністративний центр — м. Сафсафа.
| Сирія | Це незавершена стаття з географії Сирії. Ви можете допомогти проєкту, виправивши або дописавши її. |